# Halobacterium
 Halobacterium  ist eine Gattung der Ordnung Halobacteriales, der zahlreiche Arten angehören. Man nennt sie (wie z. B. alle anderen Halobakterien) extreme halophile Euryarchaeen, weil sie zum Wachsen mindestens 20 % Salzgehalt benötigen. Sie wachsen hauptsächlich dort, wo hohe Salzkonzentrationen zu finden sind, etwa in Salzseen, Salinen oder eingesalzener Nahrung.
Die Gattungen Halobacterium und Halococcus haben die größten Plasmide unter den extrem halophilen Archaeen. Das Plasmid pR1SE von Halobacterium lacusprofundi R1S1, gefunden in der Antarktis ist sogar in der Lage, Vesikel (Schutzblasen) auszubilden, was möglicherweise eine Übergangs- oder Zwischenform zu echten Viren darstellen kann.

## Arten (Auswahl)
- Halobacterium cutirubrum (Lochhead 1934) Elazari-Volcani 1957 *
- Halobacterium denitrificans Tomlinson et al. 1986
- Halobacterium distributum Zvyagintseva & Tarasov 1989
- Halobacterium halobium (Petter 1931) Elazari-Volcani 1957 *
- Halobacterium jilantaiense Yang et al. 2006
- Halobacterium lacusprofundi Franzmann et al. 1989
- Halobacterium mediterranei Rodriguez-Valera et al. 1983
- Halobacterium noricense Gruber et al. 2005
- Halobacterium pharaonis Soliman & Trüper 1983
- Halobacterium piscisalsi Yachai et al. 2008 *
- Halobacterium rubrum Han and Cui 2015
- Halobacterium saccharovorum Tomlinson & Hochstein 1977[4]
- Halobacterium salinarum corrig. (Harrison and Kennedy 1922) Elazari-Volcani 1957 emend. Gruber et al. 2004 (Typusart)[5][6]
- Halobacterium sodomense Oren 1983
- Halobacterium trapanicum (Petter 1931) Elazari-Volcani 1957

Die Spezies Halobacterium vallismortis González et al. 1979 wird heute als Typusspezies Haloarcula vallismortis (González et al. 1979) Torreblanca et al. 1986 in die neue Gattung Haloarcula gestellt.